# Cameraria leucothorax
Cameraria leucothorax  là một loài bướm đêm thuộc họ Gracillariidae. Nó được tìm thấy ở Hoa Kỳ (California và Oregon).
Sải cánh dài khoảng 8.5 mm. Ấu trùng ăn Lithocarpus densiflorus, Quercus chrysolepis và Quercus densiflora var. echinoides. Chúng ăn lá nơi chúng làm tổ.